# Wujiang (Shaoguan)

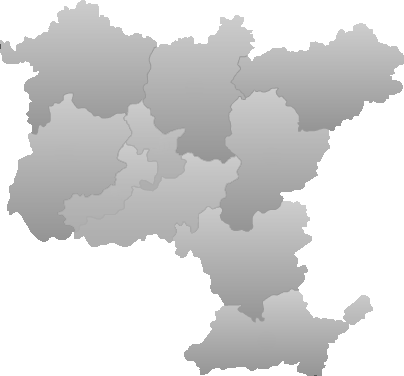
Lage des Stadtbezirks Wujiang im Gebiet der bezirksfreien Stadt Shaoguan

Der Stadtbezirk Wujiang (chinesisch 武江区, Pinyin Wǔjiāng Qū) ist ein Stadtbezirk der bezirksfreien Stadt Shaoguan im Norden der chinesischen Provinz Guangdong. Er hat eine Fläche von 677,8 km² und zählt 373.686 Einwohner (Stand: Zensus 2020). 

## Administrative Gliederung
Auf Gemeindeebene setzt sich der Stadtbezirk aus zwei Straßenvierteln und fünf Großgemeinden zusammen. 